# Tetracera forzzae
Tetracera forzzae är en tvåhjärtbladig växtart som beskrevs av Claudio Nicoletti de Fraga och Aymard. Tetracera forzzae ingår i släktet Tetracera och familjen Dilleniaceae. Inga underarter finns listade i Catalogue of Life.